# Evase-Second-Victor Agodino
Evase-Second-Victor Agodino (francisation de Evasio-Secondo-Vittorio Agodino) (Turin le 26 août 1767, mort à Aoste le 24 avril 1831) est un ecclésiastique piémontais qui fut évêque d'Aoste de 1824 à 1831.

## Biographie
Evasio Secondo Agodino, né à Turin, est issu d'une famille piémontaise. Diplômé en théologie en 1787, il est pendant plusieurs années professeur de morale, de théologie et de dogmatique à l'Université de Turin. Ordonné prêtre le 29 mai 1790, chanoine de la basilique du Corpus Domini et curé de paroisse, il est choisi comme évêque d'Aoste le 20 mars 1824 par le roi Charles Félix de Sardaigne, confirmé par le pape Léon XII le 12 juillet 1824 et consacré à Rome dans l'église Santi Domenico e Sisto le 18 juillet par le cardinal-vicaire Giacinto Placido Zurla, cardinal-prêtre au titre de Sainte-Croix-de-Jérusalem, Lorenzo Girolamo Mattei patriarche d'Antioche et Giacomo Sinibaldi archevêque de Damiette. Il entre le 24 octobre dans son diocèse.
Comme son prédécesseur, Evase-Second-Victor Agodino est d'orientation ultramontaniste affirmée et il obtient en 1828 l'abolition définitive du rite valdotain malgré le Mémoire rédigé en 1820 par Louis Christillin au nom du chapitre de la cathédrale visant à son maintien. Il meurt à Aoste le 24 avril 1831.